# 김광석 네번째
《김광석 네번째》는 대한민국의 싱어송라이터 김광석의 네 번째 정규 음반으로, 1994년 6월 25일, 킹레코드를 통해 발매되었다. 이 음반은 김광석의 생전 마지막 정규 음반으로, 〈서른 즈음에〉, 〈일어나〉, 〈바람이 불어오는 곳〉, 〈너무 아픈 사랑은 사랑이 아니었음을〉 등의 대표곡이 수록되어 있다.

## 배경
《김광석 네번째》는 1990년대 중반 한국 대중음악계에서 포크 음악의 재부흥을 이끈 대표작 중 하나로 평가된다. 당시 김광석은 《다시 부르기》 시리즈를 통해 기성곡을 재해석하며 폭넓은 대중적 지지를 얻고 있었으며, 이 음반을 통해 자작곡과 동시대 작곡가들의 신곡을 조화롭게 구성해 그의 음악적 정체성을 분명히 드러냈다.
음반에는 삶의 고뇌, 청춘의 허무, 이별의 슬픔, 희망에 대한 메시지가 담겨 있다. 〈서른 즈음에〉는 강승원의 자전적 가사와 김광석 특유의 담담한 창법이 결합해 시대의 공감을 불러일으켰으며, 〈너무 아픈 사랑은 사랑이 아니었음을〉은 시인 류근의 시를 바탕으로 해 문학적 깊이를 더했다. 김광석은 이 음반에서 멜로디카와 하모니카 등을 직접 연주하며 음악적 표현의 폭을 확장하였다.
녹음과 편곡은 조동익이 총괄하였고, 함춘호, 박용준, 박영용 등 당대 최고의 세션들이 참여하였다.
이 음반은 김광석의 사망 (1996년 1월 6일) 이전에 발표된 마지막 정규 음반으로, 그가 생전에 남긴 정점의 작품으로 간주된다.

## 리마스터 및 재발매
2014년, 김광석 탄생 50주년과 음반 발매 20주년을 기념해 독일에서 180g 중량반으로 제작된 리마스터 LP가 한정판으로 출시되었다.

## 평가
| 전문가 평가 | 전문가 평가                            |
| 평가 점수   | 평가 점수                              |
| 출처        | 점수                                   |
| ----------- | -------------------------------------- |
| 경향신문    | 100대 명반 중 74위                     |
| 조선일보    | "1990년대 한국 대중음악의 지성적 정수" |

《김광석 네번째》는 발매 이후 비평가와 대중 모두에게 찬사를 받았다. 《경향신문》은 이 음반을 한국대중음악 100대 명반 중 74위로 선정하며 "김광석의 목소리가 가장 아름답고 절실하게 다가왔던 순간"이라고 평가했다. 《조선일보》는 이 음반에 대해 “가사와 음악이 격조 높은 조화를 이룬, 1990년대 한국 대중음악의 지성적 정수”라고 평했다.

## 곡 목록
| #            | 제목                                   | 작사         | 작곡         | 재생 시간 |
| ------------ | -------------------------------------- | ------------ | ------------ | --------- |
| 1.           | 〈일어나〉                             | 김광석       | 김광석       | 4:30      |
| 2.           | 〈바람이 불어오는 곳〉                 | 김광석       | 김광석       | 3:22      |
| 3.           | 〈너무 깊이 생각하지 마〉              | 김창기       | 김창기       | 3:55      |
| 4.           | 〈회귀〉                               | 김지하       | 황난주       | 3:33      |
| 5.           | 〈너무 아픈 사랑은 사랑이 아니었음을〉 | 류근         | 김광석       | 6:10      |
| 총 재생 시간 | 총 재생 시간                           | 총 재생 시간 | 총 재생 시간 | 21:30     |

| #            | 제목              | 작사·작곡    | 재생 시간 |
| ------------ | ----------------- | ------------ | --------- |
| 1.           | 〈서른 즈음에〉   | 강승원       | 4:43      |
| 2.           | 〈혼자 남은 밤〉  | 박용준       | 4:38      |
| 3.           | 〈끊어진 길〉     | 이무하       | 3:29      |
| 4.           | 〈맑고 향기롭게〉 | 노영심       | 3:39      |
| 5.           | 〈자유롭게〉      | 김광석       | 4:54      |
| 총 재생 시간 | 총 재생 시간      | 총 재생 시간 | 21:23     |